# Alopecosa wenxianensis
Alopecosa wenxianensis är en spindelart som beskrevs av Tang et al. 1997. Alopecosa wenxianensis ingår i släktet Alopecosa och familjen vargspindlar. Inga underarter finns listade i Catalogue of Life.